# 印尼櫛齒刺尾魚
印尼櫛齒刺尾魚，為輻鰭魚綱鱸形目刺尾魚亞目刺尾魚科的其中一個種，於1955年由美國魚類學家John Ernest Randall首次正式描述，其模式產地為印度尼西亞蘇拉威西島托米尼灣的薩達島，分布於中西太平洋區，包括印尼、菲律賓、斐濟、東加、巴布亞紐幾內亞、澳洲大堡礁、所羅門群島、萬那杜等海域，棲息深度3-45公尺，本魚體呈橢圓形且側扁，嘴唇邊緣有疣，幼魚的尾鰭叉形，成魚的尾鰭是月形，身體整體顏色為黃棕色，尾鰭白色，背鰭和臀鰭有寬的黃色邊緣背鰭硬棘8枚、背鰭軟條24-25枚、臀鰭硬棘3枚、臀鰭軟條22-23枚，體長可達16公分，棲息在礁石區，單小群獨活動，可作為觀賞魚。

## 擴展閱讀
維基物種上的相關：印尼櫛齒刺尾魚